# せとシーパレット

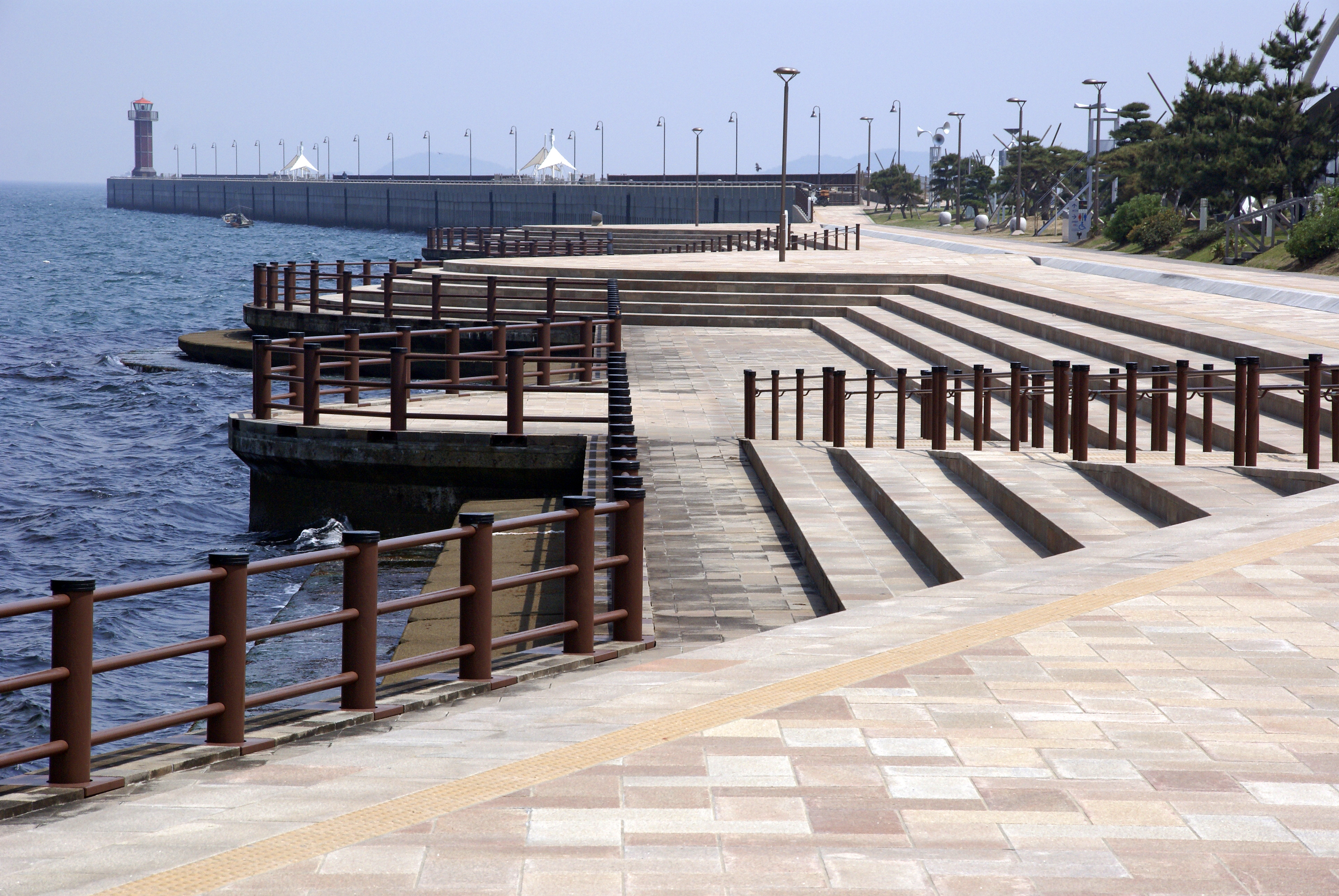
せとシーパレット

せとシーパレットは、香川県高松市のサンポート高松（高松港）地区内に位置する階段式護岸の愛称である。

## 概要
サンポート高松の西端にある中央埠頭2万トン級岸壁の背岸に造成された階段式の長大な護岸で、港外北西の女木島・男木島を望む海に面している。
せとシーパレットと、その北端から海に向かってさらに約540m延びる玉藻防波堤、その先端の赤灯台「せとしるべ(高松港玉藻防波堤灯台)」まで、御影石とボードウォークの遊歩道が整備されている。また、夜間はライトアップが行われている。
2004年（平成16年）10月3日には、第24回全国豊かな海づくり大会の会場となり、天皇明仁・皇后美智子が訪れた。

## 交通アクセス
- JR四国 高松駅下車、徒歩約10分。
- 高松琴平電気鉄道 高松築港駅下車、徒歩約15分。

## ギャラリー

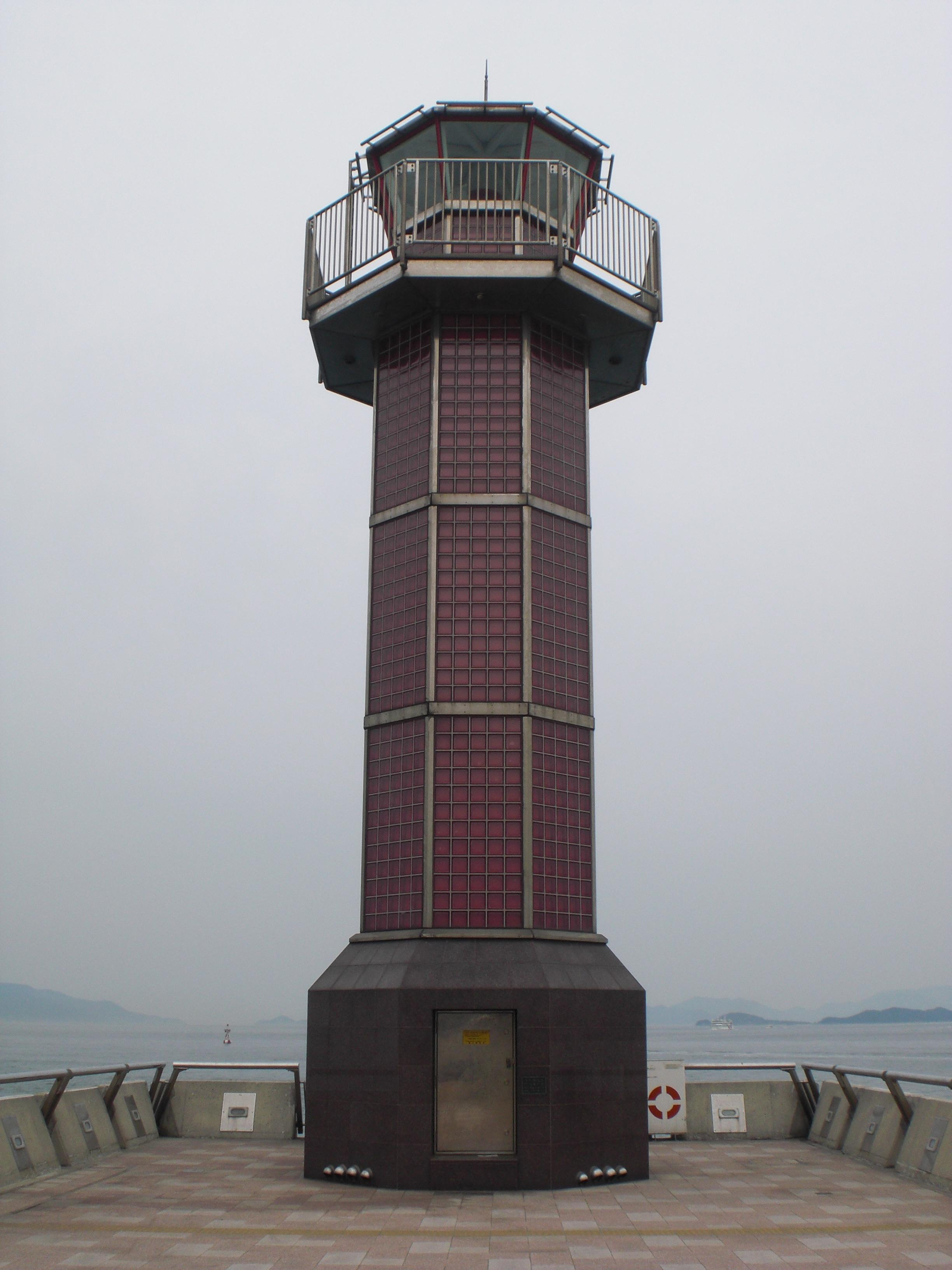
せとしるべ
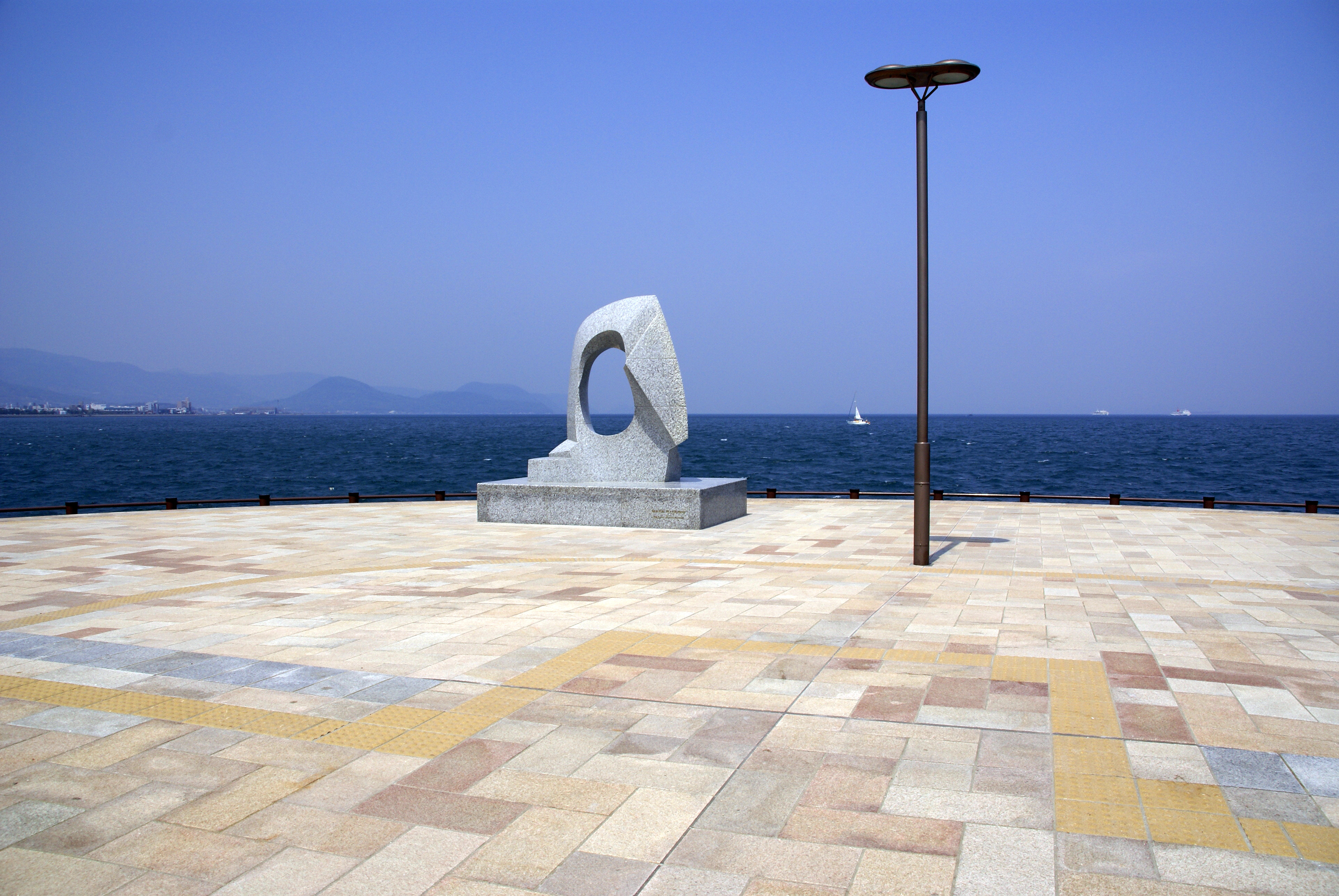
モニュメント